# Цилерит
Цилерит (рос. циллерит; англ. zillerite; нім. Zillerit m) — мінерал. Назва — J.C.Delametherie, 1797.

## Опис
Роговообманковий азбест у формі гірського корку. Дуже тонковолокниста відміна рогової обманки.

## Різновиди
Розрізняють:
- цилерит актинолітовий (повстеподібні маси ниркоподібних і голчастих кристалів актиноліту);
- цилерит тремолітовий (повстеподібні маси ниркоподібних і голчастих кристалів тремоліту).